# Związek Zagraniczny Socjalistów Polskich

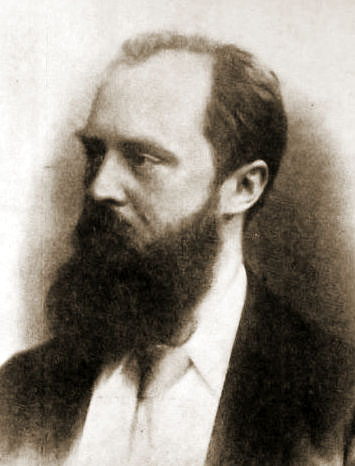
Witold Jodko-Narkiewicz

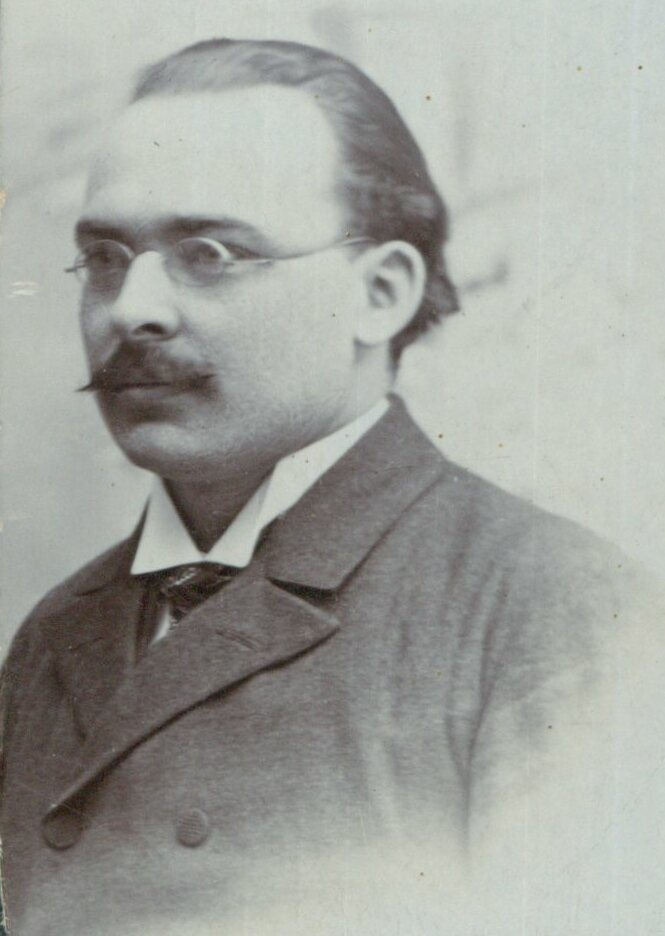
Kazimierz Kelles-Krauz

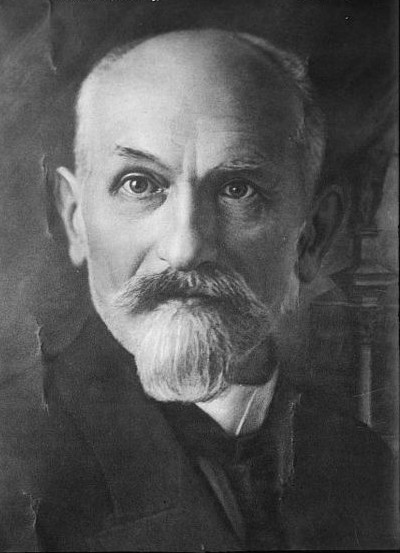
Stanisław Wojciechowski

Związek Zagraniczny Socjalistów Polskich – organizacja socjalistyczna założona na zjeździe założycielskim w dzielnicy Montrouge Paryżu 17–23 listopada 1892 roku. Datę tę przyjmuje się symbolicznie za datę powstania Polskiej Partii Socjalistycznej. Związek prowadził działalność wydawniczą, wspierającą działalność krajową oraz reprezentował PPS na forum międzynarodowym. W 1900 r. Związek przekształcił się w organizację zagraniczną PPS, kierowaną przez Komitet Zagraniczny PPS, podporządkowany władzom PPS w kraju.

## Zjazd Paryski
W zjeździe paryskim uczestniczyli delegaci reprezentujący cztery polskie organizacje socjalistyczne:
- Polska Socjalno-Rewolucyjna Partia „Proletariat”: Aleksander Dębski ps. „Gustaw”, Bolesław Antoni Jędrzejowski ps. „Bolesław”, Witold Jodko-Narkiewicz ps. „Aleksander”, Stanisław Mendelson ps. „Mieczysław”, Maria Jankowska-Mendelson ps. „Marian”, Feliks Perl ps. „Feliks”, Wacław Skiba ps. „Władysław” i Aleksander Sulkiewicz ps. „Kazimierz”, skupieni wokół pisma „Przedświt”;
- Związek Robotników Polskich: Stanisław Grabski ps. „Stanisław” (formalnie nie był delegowany przez Związek);
- Zjednoczenie Robotnicze: Edward Abramowski ps. „Józef”, Jan Stróżecki ps. „Stefan”, Stanisław Wojciechowski ps. „Wacław” i Stanisław Tylicki ps. „Wojciech”;
- Polska Gmina Narodowo-Socjalistyczna: Jan Lorentowicz ps. „Zdzisław”, Władysław Ratuld ps. „Bronisław”, Maria Loevy (ps.Maria Szeliga), skupieni wokół pisma „Pobudka”

oraz dwóch bezpartyjnych: Bolesław Limanowski ps. „Tadeusz”, Wacław Podwiński ps. „Wiktor”. W istocie Zjazd nie stanowił zjazdu delegatów partii, ale zebranie osób z różnych formacji politycznych, których celem było utworzenie jednolitej partii socjalistycznej, skupionej wokół socjalistycznego i niepodległościowego programu. Do zjazdu nie przyłączyła się część grupy wydającej pismo „Przegląd Socjalistyczny”, oraz członkowie „grupy socjalno-demokratycznej” z Paryża (Estera Golde, Cezaryna Wojnarowska, Stanisław Grabski, Władysław Grabski, W.Kania, I.Urbach, A.Złotnicki).

## Szkic programu Polskiej Partii Socjalistycznej
Najistotniejszym efektem Zjazdu było przyjęcie dokumentu „Szkic programu Polskiej Partii Socjalistycznej”, w którym stwierdzono, że partia mając na uwadze cele polityczne klasy robotniczej walczyć będzie o niepodległą Rzeczpospolitą demokratyczną, opartą na następujących zasadach:
- bezpośrednie, powszechne i tajne głosowanie; prawodawstwo ludowe;
- całkowite równouprawnienie narodowości wchodzących w skład Rzeczypospolitej na zasadzie dobrowolnej federacji;
- samorząd gminny i prowincjonalny z wybieralnością urzędników administracyjnych;
- równość wszystkich obywateli w kraju bez różnicy płci, rasy, narodowości i wyznania;
- zupełna wolność słowa, druku zebrań i stowarzyszeń;
- bezpłatna procedura sądowa, wybieralność sędziów i sądowa odpowiedzialność urzędników;
- bezpłatne, przymusowe, powszechne, całkowite nauczanie; dostarczanie uczącym się środków utrzymania przez państwo;
- zniesienie armii stałej; powszechne uzbrojenie ludu;
- postępowy podatek do dochodu i od majątku, i taki podatek od spadków; zniesienie podatków od artykułów spożywczych oraz pierwszej potrzeby.

W zakresie ustawodawstwa pracy postulowano:
- 8-godzinny dzień roboczy; stała 36-godzinna przerwa co tydzień;
- minimum płacy roboczej;
- równa płaca dla kobiet i mężczyzn przy równej pracy;
- zakaz pracy dzieci do lat 14 i ograniczenie czasu pracy młodocianych (od lat 14 do 18) do 6 godzin na dobę;
- zakaz pracy nocnej w zasadzie;
- higiena fabryczna;
- zabezpieczenie państwowe w razie wypadków, braku pracy, choroby i starości;
- inspektor fabryczny wybierany przez samych robotników;
- giełda pracy i sekretariat robotniczy;
- zupełna wolność „zmów robotniczych”;

W dokumencie zawarto również postulat stopniowego uspołecznienia ziemi, narzędzi produkcji i środków komunikacji.
W części dotyczącej taktyki partyjnej zwrócono uwagę na konieczność stworzenia masowej organizacji robotniczej, uwzględniającej warunki polityczne zaboru rosyjskiego. Za najważniejsze środki walki uznano:
- organizowanie strajków wówczas, gdy istnieją szanse ich wygrania;
- inspirowanie odpowiednich petycji zbiorowych do władz administracyjnych z zażaleniami na złe traktowanie robotników przez fabrykantów;
- inspirowanie i organizowanie manifestacji wyrażających zarówno ekonomiczne, jak i polityczne cele proletariatu;

Wskazano na potrzebę wykształcenia agitatorów robotniczych, popularyzujących niepodległościowy i socjalistyczny program PPS.

## Działalność Związku Zagranicznego Polskich Socjalistów

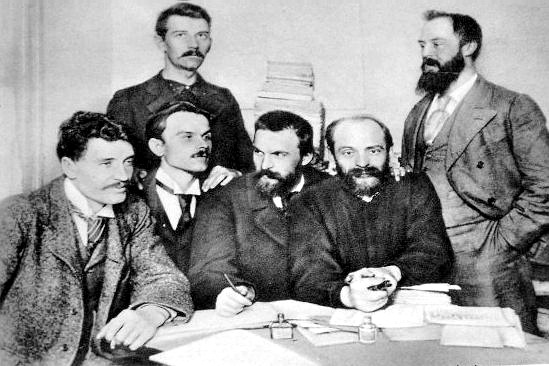
Członkowie ZPPS i PPS – Kongres II Międzynarodówki w 1896 r. w Londynie. Siedzą od lewej Ignacy Mościcki, Bolesław Jędrzejowski, Józef Piłsudski i Aleksander Dębski. Stoją Bolesław Miklaszewski i Witold Jodko-Narkiewicz.

Tuż po zjeździe członkowie Centralizacji ZZPS zostali aresztowani i wysiedleni z Francji przez policję francuską. Od 15 stycznia 1893 r. rozpoczęli działalność w Londynie.
Emisariusz ZPPS Stanisław Mendelson udał się do zaboru rosyjskiego w styczniu 1893 r., gdzie zawiązano „litewską grupę PPS”. W lutym – marcu 1893 r. doszło do połączenia w kraju Związku Robotników Polskich, II Proletariatu i Zjednoczenia Robotniczego, tworząc Polską Partię Socjalistyczną. Stanisław Mendelson zadeklarował przystąpienie Związku Zagranicznego Polskich Socjalistów do PPS. Główny ciężar łączności z krajem przejął Stanisław Wojciechowski.
Już w sierpniu 1893 r. z ZZPS wystąpiła Gmina Narodowo-Socjalistyczna motywując to dążeniem Centralizacji do dyktatury. W lecie 1893 r. doszło również do konfliktu z grupą członków PPS, która założyła Socjaldemokrację Królestwa Polskiego.
Początkowo ZZPS współpracował na emigracji ściśle z działaczami narodowymi. Członkiem Sądu Organizacyjnego Centralizacji był m.in. Zygmunt Balicki, jednak we wrześniu 1895 r. podporządkowano się zaleceniom krajowej PPS zakazującej jednoczesnej przynależności do dwóch partii, co spowodowało przejście Balickiego do Ligi Narodowej. Wskutek sporów wokół swojej osoby usunął się ze Związku w sierpniu 1893 r. Stanisław Mendelson i jego żona.
Głównym elementem działania ZZPS była działalność wydawnicza. Podstawowym wydawnictwem Związku było pismo „Przedświt” (nakład 1 tys. egzemplarzy), którego faktycznym redaktorem był Witold Jodko-Narkiewicz oraz Bolesław Antoni Jędrzejowski. Drugim organem prasowym był nieperiodyczny, rozumiany jako pismo ponadzaborowe „Bulletin Officiel du Parti Socialiste Polonais”, którego redaktorem był Kazimierz Kelles-Krauz. Ponadto w okresie 1894–1896 wydano blisko 90 tys. egzemplarzy broszur i odezw w części na zamówienie krajowej PPS oraz PPS zaboru pruskiego, jak również Galicyjskiej Partii Socjaldemokratycznej.
Przedstawiciele ZZPS uczestniczyli również w kongresach II Międzynarodówki w Zurychu w 1893 r. i Londynie w 1896 r. jako „delegacja polska” popularyzując program i działania PPS. Na zjeździe w Londynie doszło do starcia wspólnej delegacji PPS (Aleksander Dębski, Witold Jodko-Narkiewicz i Józef Piłsudski) i Galicyjskiej Partii Socjaldemokratycznej, na której czele stanął Ignacy Daszyński z drugą delegacją Socjaldemokrację Królestwa Polskiego, reprezentowaną przez Różę Luksemburg. Istotą sporu był projekt rezolucji PPS o niezbędności niepodległości Polski. Projekt zaatakowany przez Różę Luksemburg, doprowadził do kompromisowej uchwały Kongresu o prawie każdej narodowości do samostanowienia.
W styczniu 1899 r. na V Zjeździe ZZPS w Paryżu postanowiono przekazać „Przedświt” krajowej PPS, zaś na VI Zjeździe w Zurychu w 1900 r. postanowiono o zlikwidowaniu Związku Zagranicznego Polskich Socjalistów i przekształcenie w Oddział Zagraniczny PPS kierowany przez Komitet Zagraniczny PPS w Londynie, podlegający Centralnemu Komitetowi Robotniczemu PPS w kraju.
Sekretariat Komitetu Zagranicznego objął wówczas Bolesław Antoni Jędrzejowski, zaś funkcję redaktora „Przedświtu” pełnił nadal Leon Wasilewski.

## Struktura Związku Zagranicznego Polskich Socjalistów
Na Zjeździe w Paryżu w (1892) wyłoniono Centralizację (Zarząd) w składzie: Bolesław Jędrzejowski ps. „Bolesław”, Jan Lorentowicz ps. „Zdzisław”, Edward Abramowski ps. „Józef”, Stanisław Wojciechowski ps. „Wacław”, Feliks Perl ps. „Feliks” kierujący działaniami ZPPS. Potem Lorentowicza zastąpił Aleksander Dębski.
W 1897 r. na Zjeździe ZZPS w Zurychu wybrano Centralizację w składzie: Aleksander Dębski, Kazimierz Kelles-Krauz, Bolesław Miklaszewski, Władysław Studnicki i Leon Wasilewski.
Zgodnie ze statutem (ustawą) Centralizacja Związku Zagranicznego Polskich Socjalistów kierując się uchwałami Zjazdu paryskiego dążyła do połączenia wszystkich socjalistów polskich na emigracji w celu współpracy z PPS. Od września 1894 r. określono, iż „Centralizacja ZZPS jest zagranicznym przedstawicielstwem PPS”.
Najwyższą instancją ZZPS był coroczny zjazd, w którym brali udział członkowie ZPPS oraz mężowie zaufania poszczególnych sekcji. Zjazd wybierał Centralizację, Sąd Organizacyjny, redaktora „Przedświtu” i Komisję Redakcyjną, Komisję pomocy dla PPS zaboru pruskiego (tak naprawdę „redakcji „Gazety Robotniczej”). Funkcjonowały też komisje Górnicza i Chłopska, oraz od 1896 r. Komisja Pracy.
W latach 1895–1896 ZZPS posiadała sekcje w Austrii, Belgii, Niemczech, Szwajcarii, Wielkiej Brytanii, Francji, Galicji oraz USA. W 1894 r. Związek liczył ok. 31 działaczy, zaś w 1896 ponad 90 działaczy. Najaktywniejsze były sekcje londyńska (Witold Jodko-Narkiewicz, Aleksander Dębski, Stanisław Wojciechowski, Ignacy Mościcki) i paryska (Kazimierz Kelles-Krauz, Estera Golde-Stróżecka).
Według sprawozdania ZZPS na październik 1899 r. w składzie Związku na koniec 1898 r. było 109 członków w 31 miejscowościach, zaś w październiku 1899 r. ZZPS liczył 114 członków w 36 miejscowościach. W omawianym okresie przybyło 17 członków, 12 ubyło (1 wystąpił, zaś 11 wyjechało do kraju).